# جام سلطان ازلان شاه ۲۰۲۴
جام سلطان ازلان شاه ۲۰۲۴ سی امین دوره جام سلطان ازلان شاه، مسابقات دعوتی سالانه بین‌المللی هاکی روی چمن مردان به میزبانی مالزی بود. این مسابقات پس از یک سال وقفه پس از آن که در سال ۲۰۲۳ به دلیل تقویم فشرده به تعویق افتاد، برگزار شد. مسابقات از روز ۴ تا ۱۱ مه ۲۰۲۴ در ورزشگاه ازلان شاه در شهر ایپوه مالزی برگزار شد. در این دوره از مسابقات شش تیم حضور داشتند.
مالزی میزبان پس از کسب اولین عنوان قهرمانی خود در سال ۲۰۲۲ مدافع عنوان قهرمانی بود. آنها نتوانستند از عنوان قهرمانی خود دفاع کنند زیرا به فینال مسابقات راه پیدا نکردند. فینال بین ژاپن و پاکستان برگزار شد که در آن ژاپن در ضربات پنالتی شوت اوت پس از تساوی ۲–۲ در وقت قانونی، پاکستان را با نتیجه ۳–۱ شکست داد. این اولین عنوان قهرمانی ژاپن در جام سلطان ازلان شاه بود. نیوزلند با شکست دادن مالزی با نتیجه ۳ بر ۲، به مدال برنز دست یافت.

## تیم‌ها
شش تیم که در جدول ذیل ذکر شده‌اند در این مسابقات شرکت کردند:
| تیم       | حضور | آخرین حضور | بهترین عملکرد قبلی       |
| --------- | ---- | ---------- | ------------------------ |
| کانادا    | ۱۰   | ۲۰۱۹       | چهارم (۱۹۹۵، ۱۹۹۹، ۲۰۱۹) |
| ژاپن      | ۶    | ۲۰۲۲       | چهارم (۲۰۲۲)             |
| مالزی     | ۳۰   | ۲۰۲۲       | اول (۲۰۲۲)               |
| نیوزیلند  | ۱۸   | ۲۰۱۷       | اول (۲۰۱۲, ۲۰۱۵)         |
| پاکستان   | ۲۲   | ۲۰۲۲       | اول (۱۹۹۹، ۲۰۰۰، ۲۰۰۳)   |
| کرهٔ جنوبی | ۲۲   | ۲۰۲۲       | اول (۱۹۹۶، ۲۰۱۰، ۲۰۱۹)   |